# Циприан Норвид
Цѝприан Ка̀мил Но̀рвид (на полски: Cyprian Kamil Norwid), с рождено име Цѝприан Ксавѐри Гѐрард Валѐнти Но̀рвид, герб То̀пур (на полски: Cyprian Ksawery Gerard Walenty Norwid), е един от изтъкнатите полски поети, драматург, прозаик, скулптор и художник.

## Живот и творчество
Роден е на 24 септември 1821 г. в село Ласково-Глухи, Мазовия, в шлахтишкото семейство на Людвика (с моминско име Зджеборска) и Ян Норвид. Има двама братя – Людвик и Ксавери и сетра – Паулина. След смъртта на майка му през 1825 г. Циприан е взет под опеката на баба си Хилария Собиеска. Когато и тя умира през 1830 г. малко след потушаването на ноемврийското въстание, семейството на Норвид се мести във Варшава. Пет години по-късно Циприан остава пълен сирак и негов настойник става Ксавери Дибовски, втори баща на майка му. Заедно с по-големия си брат Людвик, Циприан учи във варшавски гимназии, но прекъсва учението си, не завършил пети клас и се записва в художественото училище „Александер Кокуляр".

### Начало на литературна дейност
Първото литературно обкръжение на Норвид представляват авторите, събрани около редактираното от Хиполит Скимборович списание „Пишменництво крайове“ (Народна литература). Поддържа връзки с т.нар. „Варшавска бохема“ (Северин Филеборн, Роман Зморски, Юзеф Бохдан Джеконски, Влоджимеж Волски), а също така и с Карол Левиту. През 1841 г. се сближава със списание „Варшавската библиотека“ и салона на Лушчевски. Дебютира на страниците на „Пишменництво крайове“ (бр. 8/1840) със стихотворението „Моят последен сонет“ Архив на оригинала от 2005-04-25 в Wayback Machine. (Mój ostatni sonet).

### В емиграция
През 1842 Норвид заминава за Дрезден, официално за усъвършенстване на резбарското изкуство. Пътува до Венеция и Флоренция. През 1844 г. живее в Рим на Виа Куатро фонтане. Тогавашната годеница на поета, Камила, разваля годежа, и Норвид се запознава с Мария Калергис, която се превръща в негова голяма несподелена любов. Същевременно се влошава здравословното му състояние. До 1846 поетът пътува до Берлин, където посещава университетски лекции и присъства на срещи на местната полска колония. Това за Норвид е период на лични контакти с приятели, хора на изкуството и политици. Бива арестуван по политически причини и е принуден да напусне Прусия през 1846 г., като се отправя за Брюксел. Събитията през Пролетта на народите отвеждат Норвид отново в Рим, където между другото се запознава с Адам Мицкевич и Зигмунт Крашински. В периода 1849 – 1852 живее в Париж, където поддържа контакти с Юлиуш Словацки, Фредерик Шопен, Адам Йежи Чарториски а в салона на Георг Хервег се натъква на Иван Тургенев и Александър Херцен. Положението на Норвид по онова време е тежко, както в материално отношение, така и поради любовни разочарования, неблагоприятни рецензии на критиката и недоразумения на политическа почва. Поетът публикува в „Гонец полски“ (Полски куриер) в Париж, живеейки в мизерия.
Норвид страда от прогресивно оглушаване и ослепяване. Тогава поетът решава да емигрира в Америка, което прави с покровителството на Владислав Замойски. Заминава на 29 ноември 1852 г. На 12 февруари 1853 г. корабът Маргарет Ивънс достига Ню Йорк. През пролетта Норвид получава добре платено място в художествено ателие. През есента поетът научава за избухването на Кримската война, във връзка с което започва да планира завръщане в Европа. Пише до Мицкевич и Херцен, като ги моли за помощ за осъществяване на плановете. През юни 1854 г. Норвид се връща в Европа с княз Марцели Любомирски, живее в Лондон, като се издържа със случайни художествено-занаятчийски работи, след което му се удава да се върне в Париж.
Творческата дейност на Норвид се оживява, удава му се да публикува няколко произведения. През 1863 г. януарското въстание, което ангажира Норвид, макар че самият той, като се има предвид здравословното му състояние, не може да вземе участие в него, но се старае да оказва активно влияние върху формирането на процесите във въстанието. През 1866 г. поетът завършва работа над стихосбирката Vade-Mecum, която, въпреки опитите и ходатайствата, не успява да публикува. През следващите години Норвид живее в крайна нищета, боледува от туберкулоза. През 1877 г. преживява като трагедия неуспешния опит да замине за Флоренция. Той много разчита на това, за да подобри здравословното си състояние, но княз Владислав Чарториски не отпуска на поета обещания заем. Братовчедът на Норвид, Михал Клечковски, го настанява в дома за полски ветерани и бедняци „Св. Кажимеж“ в предградието на Париж Иври.
През 1882 г. в един от варшавските вестници се появява бележка за дома „Св. Кажимеж“: „...тук живя и умря Олизаровски, тук гасне Циприан Норвид...“ От есента Норвид лежи в кревата си, често плаче и не се доверява на никого. Циприан Камил Норвид умира в приюта призори на 23 май 1883 г. Част от записките му са изгорени. Погребан е на гробището в Иври.

## Преоткриване на Норвид
Литературните историци откриват в творчеството на Норвид връзки с множество течения: романтизъм, класицизъм, парнасизъм.
След смъртта му голяма част от творбите му са забравени. Недооценен приживе, той е преоткрит през периода на движението Млада Полша. Едва малка част от творчеството на Норвид е публикувана приживе, но в края на XIX век започва да го издава Зенон Пшесмицки-Мириам. Оттогава се налага убеждението, че Норвид като творец е отхвърлен от съвременниците си, за да бъде разбран едва от следващото поколение, от „късните внуци“. А сред литературните историци продължават споровете, дали е романтик или съществено е изпреварил епохата си. Неговите Събрани съчинения са публикувани едва през 1966 г. Техен издател е Юлиуш Гомулицки, заслужил откривател на норвидианците, биограф и коментатор на Норвид. Връх на неговия труд, насочен към въвеждане на Норвид като поет, мислител и художник, в националната култура, е критичното издание през 1971 – 1976 г. на пълните му съчинения. Събрани са в единадесет тома и включват цялото му литературно творчество, заедно с неговите писма и репродукции от негови творби.
В енорийската канцелария на Домбрувка, близко до родното му село е запазено кръщелното свидетелство на поета, а в местното гробище се намира надгробният паметник на неговата майка – Людвика. В домбровската църква се намира и мемориална плоча за неговото кръщение, а в родното му място се намира реконструираната къща заедно с парка, които някога са били собственост на майката на поета (понастоящем частна собственост, поради което посещенията са невъзможни). Основните училища в Домбрувка и Страхувка, а също и средните общообразователни училища в близките Радзимин и Вишков носят името на поета и организират множество тържества в чест на Норвид.

## Произведения
- Произведения на Норвид в Уикиизточник
- Цитати от Норвид в полския Уикицитат

### Лирика
Избрани стихове
- Vade-mecum (1858 – 1865) – отпечатани сто години след написването
- Пианото на Шопен
- Assunta (1870)

Поеми:
Избрани поеми Архив на оригинала от 2006-08-27 в Wayback Machine.
- СВАТБА. Повест. (1847)
- Помпей (1848 или 1849)
- Неволя. Рапсодия (1849)
- Promethidion. Творба в два диалога с епилог (1850)
- Щастлива. Повест. (1854)
- EPIMENIDES. Притча (1854)
- QUIDIAM. Притча (1855 – 1857)
- Fulminant. Рапсодия (1863)

### Проза
Избрани произведения
- Милостивият опекун или Бартломей Алфонсем Архив на оригинала от 2004-12-13 в Wayback Machine. (1840)
- Menego. Откъс от дневника Архив на оригинала от 2005-05-04 в Wayback Machine. (1850)
- Черни цветя (1856) – спомени за други срещи с различни хора, за кратко преди смъртта им
- Бели цветя (1856) – теоретична обосновка на „Черни цветя“
- Гривна. Легенда от деветнайсети век (1858)
- Цивилизация. Легенда Архив на оригинала от 2005-05-04 в Wayback Machine. (1861)
- Последната от приказките (1882)
- Мълчание Архив на оригинала от 2005-05-04 в Wayback Machine.
- ДНЕВНИК НА ПЪТЕШЕСТВЕНИКА[неработеща препратка]

Новели
- Ad leones! (1883)
- Стигма (1883)
- Тайната на лорд Сингълуърт (1883)

### Драма
- Хиляда и втората нощ. Комедия (1850)
- Ванда (1851)
- Кракус. Неизвестен княз. (1851, 1861)
- Сладост (1855 или 1856)
- Актьор. Трагикомедия (1867)
- Пръстенът на Великата Дама, или Ex-machina Дурейко (1872)
- Клеопатра и Цезар (ок. 1870, 1878)

### Други
- Писма
- Към Пресвета Дева Мария. Молитва

### Преводи
- Звезден диамант : Избрани стихотворения и поеми. Превод Андреана Радева. София: Народна култура, 1981.
- Vade-mecum. Прометидион (Избрано) (1858 - 1866). Превод Войчех Галонзка и Петър Първанов. София: Кралица Маб, 2023. ISBN 978-954-533-207-4.